# Saracens
Die Saracens (offiziell Saracens Rugby Club, gegründet als Saracens Football Club) sind ein englischer Rugby-Union-Verein aus Hendon im Londoner Bezirk Barnet, der in der Premiership Rugby spielt, der höchsten englischen Liga. Die Heimspiele werden seit 2013 im 10.500 Plätze fassenden StoneX Stadium ausgetragen.

## Geschichte
Gegründet wurden die Saracens im Jahr 1876 von ehemaligen Schülern der Philological School im Londoner Stadtteil Marylebone. 1878 erfolgte die Fusion mit den Crusaders. In den ersten sechzig Jahren spielte der Verein auf nicht weniger als zehn verschiedenen Plätzen am nördlichen Stadtrand, bis er dann 1939 definitiv an die Bramley Road im heutigen Stadtbezirk Enfield zog (auch wenn der Krieg den eigentlichen Spielbetrieb bis 1945 nicht zuließ).
Die Saracens trugen während vieler Jahre Spiele gegen die führenden Vereine des Landes aus (bis 1987 gab es noch keine organisierte Liga) und waren besonders in den 1970er-Jahren erfolgreich, als sie das Halbfinale des englischen Pokals erreichten. Am meisten Zuschauer (ca. 5000) zählte das Stadion an der Bramley Road im Jahr 1971 bei einem Spiel der Saracens gegen eine internationale Auswahl, das 34:34 endete.
1988 stiegen die Saracens in die Courage League auf, den Vorläufer der heutigen Premiership. 1993 wurde die Liga um drei Mannschaften verkleinert, woraufhin die Saracens absteigen mussten. Bereits 1995 gelang der Wiederaufstieg. Am Ende der darauf folgenden Saison befanden sich die Saracens erneut am Tabellenende, doch sie entgingen dem Abstieg, weil die Liga um zwei Mannschaften aufgestockt wurde.

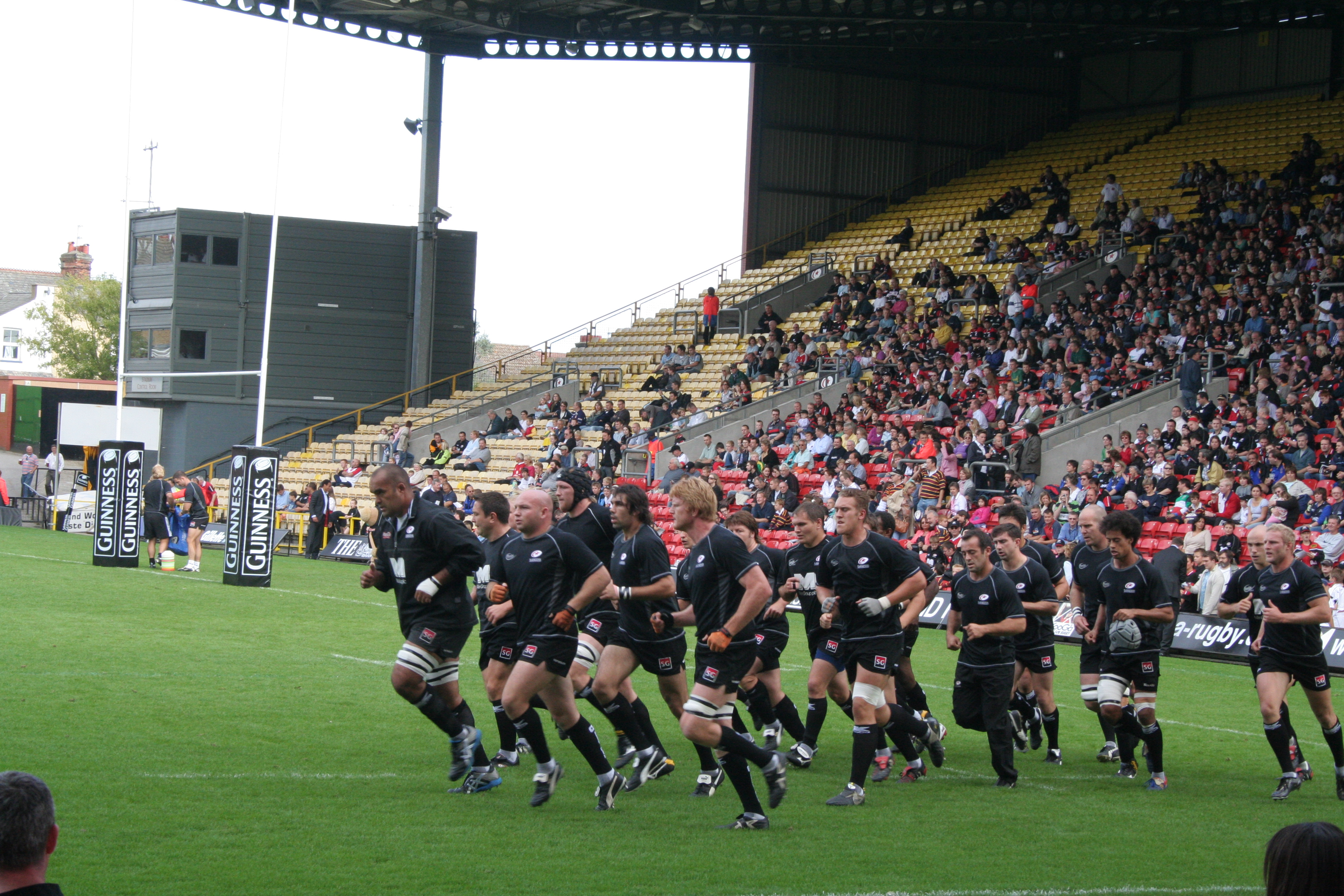
Die Saracens bei einem Heimspiel an der Vicarage Road im September 2005.

Die Saison 1997/98 war ein Meilenstein in der Vereinsgeschichte. Die Saracens schlossen mit dem FC Watford einen Zusammenarbeitsvertrag. Bis 2013 spielte die erste Mannschaft im Stadion an der Vicarage Road, das mehr als vier Mal so groß ist als das vereinseigene Stadion. Darüber hinaus gewannen sie 2011 zum ersten und bisher einzigen Mal den englischen Pokal; im Finale bezwangen sie die Wasps mit 48:18. In der Saison 1999/2000 und 2000/01 nahmen die Saracens am europäischen Heineken Cup teil.
In der Saison 2009/10 stießen die Saracens erstmals ins Finale der englischen Meisterschaft vor, in dem sie aber den Leicester Tigers unterlagen. Die Revanche gelang ihnen in der darauf folgenden Saison 2010/11, als sie im Finale erneut auf die Tigers trafen, mit 22:18 siegten und somit erstmals den Meistertitel holten. 2013 zogen die Saracens in den renovierten Allianz Park um. Im selben Jahr beendeten sie die reguläre Meisterschaftssaison auf dem ersten Platz, unterlagen aber im Halbfinale überraschend den Northampton Saints. In den folgenden beiden Jahren gewannen sie die Meisterschaft. 
2016, 2017 und 2019 gelang ihnen der Sieg im European Rugby Champions Cup, womit die Saracens zu einer der führenden Vereinsmannschaften in Europa avancierten. 2018 und 2019 wurden die Saracens zudem erneut englischer Meister, nachdem sie 2017 im Finale gegen die Exeter Chiefs verloren hatten. Viele Spieler der Saracens wie Owen Farrell und Maro Itoje wurden mit der englischen Nationalmannschaft bei der Rugby-Union-Weltmeisterschaft 2019 Vizeweltmeister.
Kurze Zeit später wurde publik, dass die Saracens jahrelang den Salary Cap in der englischen Meisterschaft gebrochen hatten. Zur Strafe wurden dem Verein für die Saison 2019/20 70 Punkte abgezogen, was den Abstieg in die zweite Liga zur Folge hatte.

## Erfolge
- Meister: 2011, 2015, 2016, 2018, 2019
- Meisterschaftsfinalist: 2010, 2014
- Sieger im European Rugby Champions Cup: 2016, 2017, 2019
- Finalist Heineken Cup: 2014
- Sieger Anglo-Welsh Cup: 1998, 2015

## Spieler

### Aktueller Kader
Der Kader für die Saison 2019/20:

### Bekannte ehemalige Spieler
- Marcelo Bosch (Argentinien)
- Kyran Bracken
- Schalk Burger (Südafrika)
- Christian Califano (Frankreich)
- Thomas Castaignède (Frankreich)
- George Chuter
- Andy Farrell
- Danny Grewcock
- Richard Hill
- Raphaël Ibañez (Frankreich)
- Chris Jack (Neuseeland)
- Census Johnston (Samoa)
- Thierry Lacroix (Frankreich)
- Jason Leonard
- Nicky Little (Fidschi)
- Dan Luger
- Michael Lynagh (Australien)
- Justin Marshall (Neuseeland)
- Scott Murray (Schottland)
- Carlos Nieto (Italien)
- Michael Owen (Wales)
- Francois Pienaar (Südafrika)
- Craig Quinnell (Wales)
- Mosese Rauluni (Fidschi)
- Philippe Sella (Frankreich)
- Tom Shanklin (Wales)
- Ben Skirving
- John Smit (Südafrika)